# Betsy Hassett
Betsy Doon Hassett (Auckland, Nueva Zelanda; 4 de agosto de 1990) es una futbolista neozelandesa. Juega como mediocampista en el Stjarnan de la Primera División de Islandia. Es internacional con la selección de Nueva Zelanda desde 2008 y representó a su país en la Copa Mundial de 2011 y 2015; y en los Juegos Olímpicos de Londres 2012 y Río 2016.

## Estadísticas

### Clubes
| Club            | País         | Año             |
| --------------- | ------------ | --------------- |
| SC Sand         | Alemania     | 2013            |
| Manchester City | Inglaterra   | 2014            |
| Amazon Grimstad | Noruega      | 2015            |
| Werder Bremen   | Alemania     | 2016            |
| Ajax            | Países Bajos | 2016 - 2017     |
| KR Reykjavik    | Islandia     | 2017 - 2019     |
| Stjarnan        | Islandia     | 2020 - presente |

## Palmarés

### Títulos nacionales
| Título                   | Club            | País         | Año     |
| ------------------------ | --------------- | ------------ | ------- |
| FA Women's League Cup    | Manchester City | Inglaterra   | 2014    |
| Eredivisie               | Ajax            | Países Bajos | 2016-17 |
| Copa de los Países Bajos | Ajax            | Países Bajos | 2016-17 |

### Títulos internacionales
| Título                        | Equipo        | Sede               | Año  |
| ----------------------------- | ------------- | ------------------ | ---- |
| Campeonato Femenino de la OFC | Nueva Zelanda | Papúa Nueva Guinea | 2014 |

(*) Incluyendo la Selección

### Distinciones individuales
| Distinción                                               | Año  |
| -------------------------------------------------------- | ---- |
| Equipo Femenino de la OFC de la Década 2011-2020 (IFFHS) | 2021 |
| Mejor Once de la OFC (IFFHS)                             | 2022 |